# Нургожин, Миржан Кибашович
Миржан Кибашович Нургожин — казахстанский художник.

## Биография
Родился 16 марта 1971 года в городе Алма-Ата. В 1990 году окончил Алматинское художественное училище имени Н. Гоголя, затем в 1998 году Алматинский театрально-художественный институт.
Является членом Союза Художников РК и международной творческой группы «AlmaLine». Участник многочисленных выставок с 2000-го года по нынешнее время. Одна из выставок в конце 2016-го года состоялась в г. Астана и была посвящена 25-летию независимости РК «Независимость, завещанная предками». Работы художника находятся в Президентском центре культуры г. Астана, в частных коллекциях стран ближнего и дальнего зарубежья.
Его работы находятся в Национальном музее г. Астана, в Государственном музее имени А. Кастеева и в частных коллекциях Германии, Австрии, Японии, США, Италии, Мексики.
28 октября в Штаб-квартире ООН в Нью-Йорке состоялось официальное открытие выставки известных казахстанских и американских художников «Голос вечной степи» на которой были представлены его работы.
Творчество Мейржана пропитано тонким национальным колоритом, лирическим настроением. Обращая взор к старине, наследию предков, первозданной природе широких казахских степей, он невольно воскрешает в памяти забытые воспоминания. По работам Мейржана чувствуется, что рисуемые им картины мира и природы идут изнутри, из души, из памяти, что все то, что он рисует ему знакомо не по открыточным видам для туристов, они родом из детства. Все летние каникулы мальчиком он проводил у своих родственников-чабанов в ауле и на пастбищах. Отсюда и глубинный народный колорит, национальная ментальность, которой пропитана каждая его сюжетная картина, даже лишенная бытовых деталей.